# Matic Garbajs
Matic Garbajs (21 ottobre 2003) è un combinatista nordico sloveno.

## Biografia
Attivo dal gennaio del 2018, Garbajs ha esordito ai Campionati mondiali a Planica 2023, dove si è classificato 41º nel trampolino normale, 42º nel trampolino lungo, 11º nella gara a squadre e 8º nella gara a squadre mista; non ha debuttato in Coppa del Mondo né preso parte a rassegne olimpiche.